# Samsø
Samsø je dánský ostrov. Leží v průlivu Kattegat mezi Jutskem a ostrovy Sjælland a Fyn. Je 28 km dlouhý a na nejširším místě 10 km široký. Rozloha ostrova je 112 km². Trvale zde žije 4125 obyvatel (2005). Na ostrově je 22 obcí a pět přístavů.
Ostrov se dělí na severní část, oddělenou od zbytku ostrova 500 metrů dlouhým průplavem Kanhave, zbudovaným ve vikinských dobách, střední oblast okolo zálivu Stavns Fjord posetého množství drobných ostrůvků a největší i nejlidnatější jih, kde se nachází také nejdůležitější sídlo Tranebjerg. Ostrov je rovinatý, půda je intenzivně zemědělsky využívána (chov prasat a ovcí, pěstování brambor a jahod).
Podle kroniky, kterou napsal Saxo Grammaticus, zahynul na ostrově hrdina Hjalmar, když pomáhal příteli Orvar-Oddovi v boji proti dvanácti synům švédského berserka Arngrima. Událost ztvárnil na svém obraze dánský malíř Mårten Eskil Winge. Na Samsø byla nalezena řada zřícenin středověkých hradů. Turistickou atrakcí je největší rostlinný labyrint na světě o rozloze šedesát tisíc čtverečních metrů, zřízený roku 2000 nedaleko obce Nordby. Ostrov má vlastní letiště. V roce 1997 byl zahájen projekt na podporu energetické soběstačnosti ostrova. Díky němu využívá Samsø výhradně obnovitelné zdroje energie a elektřinu i teplo dokonce vyváží.